# Extraction de l'or

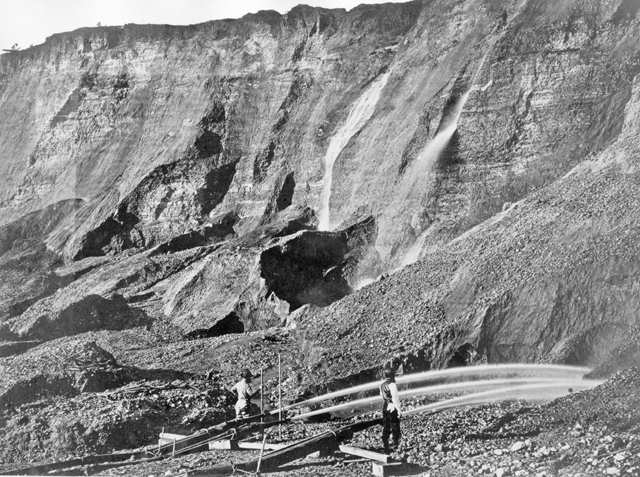
Les mineurs d'or creusent un escarpement érodé avec des jets d'eau dans une mine de placers à Dutch Flat, en Californie, entre 1857 et 1870.

L'extraction de l'or est l'ensemble des activités et opérations, artisanales ou de haute technicité, ayant pour but de séparer l'or de ses minerais ou ceux-ci des sites qui les contiennent. Il peut être fait appel à divers procédés, souvent combinés : broyage, minéralurgie, procédés hydrométallurgique et pyrométallurgique.
L’extraction d'or à partir d'alluvions est réalisée par des techniques liées à l'exploitation des placiers, permettant la récupération directe de petites pépites d'or et de paillettes. Les techniques d'extraction de l'or à partir des placiers depuis le milieu jusqu’à la fin du XXe siècle furent généralement l’œuvre de mineurs artisanaux. L’exploitation hydraulique fut largement utilisée lors de la ruée vers l'or en Californie et impliquait de briser les alluvions avec des jets d'eau à haute pression. Les minerais rocheux forment la base de la majorité des opérations commerciales de récupération de l'or depuis le milieu du XXe siècle où des techniques d'exploitation à ciel ouvert et souterraines sont utilisées.
Une fois que le minerai est extrait, il peut être traité comme un minerai entier en utilisant un processus de lixiviation en tas. Ce processus est typique des dépôts d'oxyde à faible concentration. Normalement, le minerai est concassé et mis en tas avant la lixiviation. Les minerais, à forte concentrations et les minerais résistants à la lixiviation au cyanure lorsque la taille de particules est grossière, nécessitent un traitement supplémentaire afin de récupérer les particules aurifères. Les techniques de traitement peuvent inclure un broyage, une concentration, un grillage et une oxydation sous pression avant la cyanuration.

## Histoire
La fusion de l'or fut mise en œuvre à partir des environs de -6000 à -3000,,. La technique commença à être en usage en Mésopotamie ou en Syrie. Dans la Grèce antique, Héraclite écrivit sur le sujet.
Selon de Lecerda et Salomons (1997), le mercure fut pour la première fois utilisé pour l'extraction aux environs de -1000, selon Meech et al. (1998), le mercure fut utilisé pour obtenir de l'or jusqu'à la fin du premier millénaire,,,.
Une technique connue de Pline l'Ancien était l'extraction par concassage, lavage, et chauffage, permettant d’obtenir de la poudre du matériau résultant,,.

## Ère industrielle

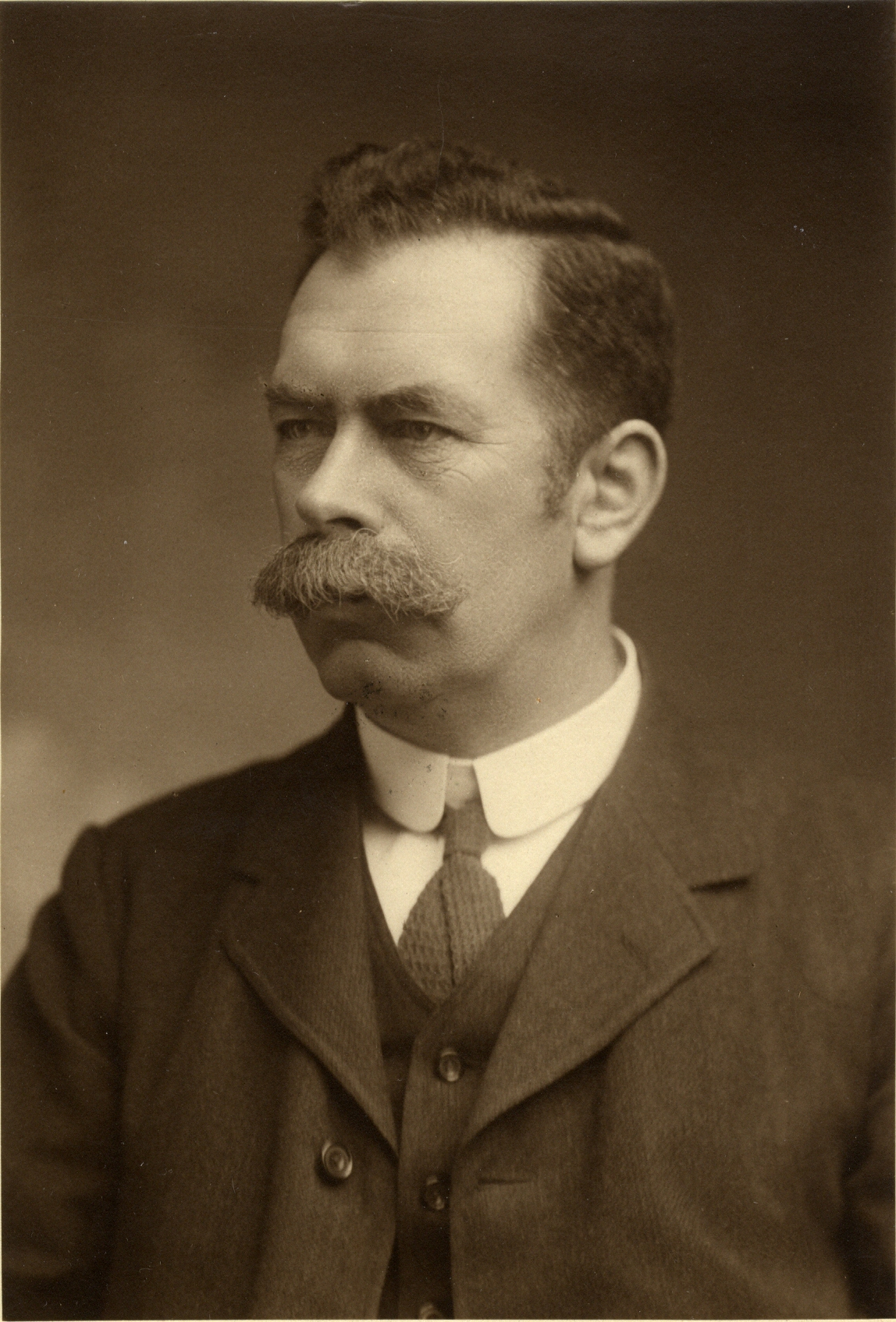
John Stewart MacArthur développa le procédé d'extraction de l'or au cyanure en 1887.

La solubilité de l'or dans une solution aqueuse de cyanure fut découverte en 1783 par Carl Wilhelm Scheele mais un procédé industriel ne fut développé qu'à la fin du XIXe siècle. L'expansion des mines d'or dans le Rand d'Afrique du Sud commença à ralentir dans les années 1880, alors que les nouveaux gisements découvert avaient tendance à être constitués de minerais pyriteux. L'or ne pouvait pas être extrait de ce composé avec les procédés ou les technologies chimiques alors disponibles.
En 1887, John Stewart MacArthur, travaillant en collaboration avec les frères Robert et William Forrest pour la Société Tennant à Glasgow, en Écosse, développa le procédé MacArthur-Forrest pour l'extraction des minerais d'or. En suspendant le minerai broyé dans une solution de cyanure, une séparation allant jusqu'à 96 % d'or pur fut obtenue,,,,,,.
Le procédé fut utilisé pour la première dans le Rand en 1890, conduisant à un boom de l'investissement et à l’ouverture de plus grandes mines d'or. En 1896, Bodländer confirma que l'oxygène était nécessaire pour le processus, chose dont doutait MacArthur, et découvrit que du peroxyde d'hydrogène était formé comme un composé intermédiaire.
La méthode connue sous l’appellation « lixiviation en tas » fut proposée en 1969 par le US Bureau of Mines et était en usage dans les années 1970.

## Types de minerais

Évolution de la richesse du minerai d'or.

L'or se trouve principalement sous forme de métal natif, généralement allié à un degré plus ou moins élevé avec de l'argent (électrum) ou parfois amalgamé avec du mercure. L’or natif peut se trouver sous la forme de pépites de taille importante, sous forme de grains fins ou de flocons dans les dépôts alluviaux ou sous forme de grains ou de particules microscopiques incorporés dans d'autres roches.
Les minerais où l'or se combine chimiquement avec d'autres éléments sont relativement rares. Ils comprennent la calavérite, la sylvanite, la nagyagite, la petzite et la krennerite.

## Concentration

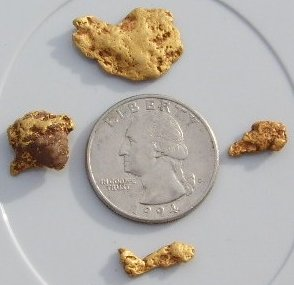
Pépites d'or trouvées en Arizona.

La concentration gravitaire fut historiquement le moyen le plus important d'extraire le métal natif utilisant des battes ou des tables de lavage. L’amalgamation avec le mercure fut utilisée pour améliorer la récupération, souvent en ajoutant directement aux riffles, le mercure est encore largement utilisé dans les petites exploitations à travers le monde. Cependant, les procédés de flottation par moussage peuvent également être utilisés pour concentrer l'or. Dans certains cas, en particulier lorsque l'or est présent dans le minerai sous forme de particules grossières dispersées, le concentré obtenu par gravité peut être directement fondu pour former des lingots d'or. Dans d'autres cas, en particulier lorsque l'or est présent dans le minerai sous forme de fines particules ou ne sont pas suffisamment libéré de la roche mère, les concentrés sont traités avec des sels de cyanure, un processus connu sous le nom lixiviation par cyanuration, suivie de la récupération de la solution de lixiviation. La récupération de la solution implique généralement l’adsorption sur charbon actif suivie par une concentration de la solution ou d’une ré-extraction et ou d’une électrodéposition.
La flottation par moussage est généralement appliquée lorsque l'or présent dans un minerai est étroitement associé à des minéraux sulfurés tels que la pyrite ou l’arsénopyrite et quand ces sulfures sont présents en grandes quantités dans le minerai. Dans ce cas, la concentration des sulfures la concentration en or. En général, la récupération de l'or à partir de concentrés sulfurés nécessite un traitement ultérieur, généralement par grillage ou par oxydation humide sous pression. Ces traitements pyrométallurgiques ou hydrométallurgiques sont eux-mêmes généralement suivis par des techniques de cyanuration et d'adsorption par le carbone pour la récupération finale de l'or.
Parfois, l'or est présent en tant que constituant mineur dans un concentré de métal de base (par exemple le cuivre) et on le récupère en tant que sous-produit lors de la production du métal de base. Par exemple, il peut être récupéré dans la boue d'anode pendant un processus de raffinage électrolytique.

## Lixiviation
Si l'or ne peut être concentré pour fusion, il est lixivié par une solution aqueuse :
1. Le procédé au cyanure est un standard de l'industrie ;
2. Le lessivage au thiosulfate est reconnu pour être efficace sur les minerais possédant des valeurs élevées de cuivre solubles : l'absorption par les composants carbonés qui absorbent préférentiellement les complexes d'or et d'or cyanuré.

La lixiviation en vrac pour extraire l'or est aussi un procédé utilisé pour vérifier les concentrations d'or dans une zone pour où l'or n'est pas immédiatement visible.

## Procédés réfractaires

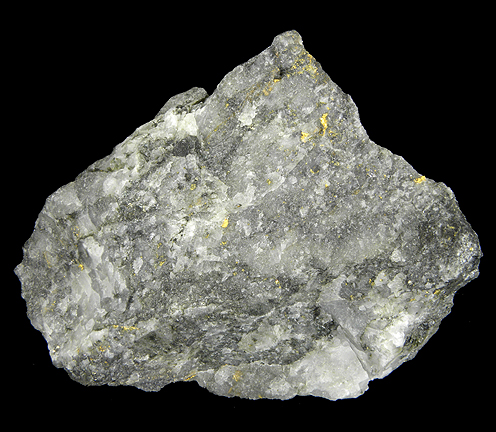
Minerai d'or à haute teneur venant d'une veine de quartz près d'Alma, au Colorado. L'apparence est typique de très bons minerais d'or-quartz.

Un minerai d'or « réfractaire » est un minerai qui est naturellement résistant à la récupération par des processus standards de cyanuration et d'adsorption par le carbone. Ces minerais réfractaires nécessitent un prétraitement afin que la cyanuration soit efficace pour récupérer l'or. Un minerai réfractaire contient généralement des minéraux sulfurés, du carbone organique, ou les deux. Les minéraux sulfurés piègent ou englobent souvent des particules d'or, ce qui rend difficile la complexation avec l'or via la lixiviation. Le carbone organique présent dans le minerai d'or peut adsorber des complexes or-cyanure dissous de la même manière que le charbon actif. Ce carbone organique était emporté parce qu'il est nettement plus fin que les tamis de récupération de carbone généralement utilisées pour récupérer le charbon actif.
Les options de prétraitement des minerais réfractaires incluent :
1. Le grillage ;
2. La bio-oxydation ou oxydation bactérienne ;
3. L’oxydation sous pression ;
4. Le broyage ultrafin.

Les procédés de traitement de minerais réfractaires peuvent être précédés d’une concentration (habituellement flottation sulfuré). Le grillage est utilisé pour oxyder à la fois le soufre et le carbone organique à hautes températures avec de l'air et/ou de l'oxygène. La bio-oxydation comprend l'utilisation de bactéries qui favorisent les réactions d'oxydation dans un environnement aqueux. L’oxydation sous pression est un processus aqueux pour l'élimination du soufre réalisée en continu dans un autoclave, fonctionnant à des pressions élevées et des températures un peu élevées. Le broyage ultrafin peut être utilisée lorsque le caractère réfractaire vis-à-vis de libération de particules d'or de la matrice minérale environnante est la principale caractéristique du minerai.

## Fusion de l'or

### Élimination du mercure
Le mercure est un danger pour la santé, en particulier lorsqu'il est sous forme gazeuse. Pour supprimer ce risque, avant la fusion, l'or qui précipite par électrodéposition ou par le procédé Merrill-Crowe est habituellement chauffé dans une cornue pour récupérer tout le mercure présent, qui, sinon se volatiliserait pendant la fusion et provoqueraient des problèmes environnementaux et de santé. Le mercure présent ne provient généralement pas du processus d’amalgamation au mercure qui n’est plus utilisé par les entreprises minières, mais du mercure présent dans le minerai qui a suivi l'or à travers les processus de lixiviation et de précipitation.
Dans le cas où il y a des niveaux élevés de cuivre ou d'argent, le lessivage du précipité à l'aide d'acide sulfurique ou nitrique peut être nécessaire.

### Élimination du fer
L'acide nitrique ou l'oxydation dans un four à circulation d’air forcé peuvent également être utilisés pour dissoudre le fer des cathodes lors de l’électrodéposition avant la fusion. Le produit de la concentration gravitaire peut souvent contenir des teneurs élevées de broyat d'acier, et leur enlèvement utilise des tables vibrantes ou des aimants avant la fusion. Pendant la fusion, le fer peut être oxydé en utilisant du nitre. L'utilisation excessive de nitre corrode le creuset de fusion, ce qui augmente les coûts d'entretien et le risque de fuites catastrophiques.

## Raffinage et séparation de l'or
La séparation de l’or consiste principalement à retirer l'argent de l'or et donc à augmenter la pureté de l'or. La séparation de l'or de l'argent était réalisée depuis les temps anciens, commençant en Lydie au VIe siècle av. J.-C.
Diverses techniques furent mises en œuvre ; la cimentation de sel depuis les temps anciens, la séparation utilisant des acides minéraux distillés à l'époque médiévale, et dans les temps modernes avec la chloration en utilisant le procédé Miller et l'électrolyse en utilisant le procédé Wohlwill.